# Vestido verde Versace de Jennifer Lopez
O vestido verde Versace de Jennifer Lopez, também chamado Jungle Dress, é um vestido verde de chiffon de seda da Versace usado pela artista americana Jennifer Lopez na 42.ª cerimônia do Grammy Awards, em 23 de fevereiro de 2000. O tecido transparente tinha uma estampa de folhas tropicais e bambu, com um decote profundo que ultrapassava bastante o umbigo de Lopez, enquanto a cintura do vestido era adornada com citrinos.
Essa peça recebeu instantaneamente uma cobertura significativa da mídia global e foi citada, com o vestido preto Versace de Elizabeth Hurley, como um dos vestidos mais icônicos que tornaram o nome do designer Versace amplamente reconhecido. Além disso, esse vestido foi descrito como um ponto de virada na carreira da designer Donatella Versace após a morte do seu irmão, Gianni Versace. Ele foi escolhido pela jornalista de moda Lisa Armstrong para representar o ano 2000 na coleção Dress of the Year do Fashion Museum of Bath, sendo descrito como um exemplo-chave da estreita relação entre moda, celebridades e publicidade.
Outro exemplar do vestido está em exibição no Grammy Museum, enquanto, a partir de 2015, a própria Lopez ainda possuía o vestido original.

## História
Antes de ganhar fama no tapete vermelho do Grammy Awards, o vestido foi apresentado na passarela pela modelo Amber Valletta e fez parte da principal campanha publicitária da Versace naquele ano. Steven Meisel também fotografou o vestido em Valeta. Andrea Lieberman, estilista de Jennifer Lopez na época, comentou: "Versace e Jennifer [Lopez] pertenciam uma à outra. Foi algo realmente natural."
O vestido foi originalmente avaliado em US$ 15.000, e as réplicas vendidas em lojas de consignação atualmente têm preços que variam entre US$ 4.000 e US$ 7.000, bem abaixo do valor original. A Spice Girl Geri Halliwell usou o mesmo vestido no NRJ Music Awards na França, em janeiro de 2000, aproximadamente um mês antes de Jennifer Lopez; no entanto, ela não recebeu tanta atenção quanto Lopez. A própria designer usou o vestido num Met Gala em 6 de dezembro de 1999.
Lopez chegou ao tapete vermelho da 42.ª edição do Grammy Awards acompanhada do então namorado Sean Combs; ele estava vestido com um terno cinza. A atriz e cantora monopolizou imediatamente a atenção e a curiosidade do público e dos fotógrafos no evento. O ator David Duchovny apareceu no palco com Lopez para apresentar o prêmio de Melhor Álbum de R&B e declarou ao público: "Esta é a primeira vez em cinco ou seis anos que tenho certeza de que ninguém está olhando para mim." Ao dizer isso, ele arrancou risos da plateia e de Lopez.

## Design
Desenhado por Donatella Versace, o vestido foi descrito como "verde selva", "verde-mar" ou "verde tropical", sendo um vestido verde com toques de azul para dar uma aparência exótica. É um vestido de 'chiffon de seda translúcido com um padrão de folhas tropicais e bambu, adornado com citrinos na região da virilha. O vestido "tinha um decote profundo que se estendia vários centímetros abaixo do umbigo, onde era levemente preso por um broche brilhante e, em seguida, se abria novamente," expondo o abdômen e sendo cortado na frente das pernas como um roupão. O vestido caía atrás dela no chão, aberto nas costas.
Por baixo, Lopez usava um par de shorts de biquíni em tom nude e manteve o vestido no corpo utilizando fita dupla face para roupas.

## Recepção
O vestido foi discutido por semanas nas áreas da moda e entretenimento após o evento, com especiais dedicados na televisão e capas de revistas apresentando-a. Imagens de Lopez no vestido verde foram baixadas do site dos Grammys 642.917 vezes em apenas 24 horas após o evento. O vestido foi citado, com o vestido preto Versace de Elizabeth Hurley, como sendo os vestidos mais icônicos que tornaram a Versace um nome conhecido mundialmente. A revista Vibe afirmou: "Jen Lo fez do tecido diáfano verde de Donatella Versace um chamado nacional à ação." Outros argumentaram que o vestido fez de Lopez "uma das ícones mais glamourosas e amigáveis com a publicidade do tapete vermelho."
Lopez ficou surpresa com a enorme cobertura da mídia, declarando numa entrevista: "Era um vestido bonito. Eu não tinha ideia de que iria se tornar um grande destaque." Versace revelou mais tarde que o vestido foi o ponto de virada na sua carreira, dizendo que a mídia agora tinha confiança no seu próprio trabalho, após a morte de Gianni Versace. Ela declarou à imprensa canadense: "Foi um sucesso inesperado. No dia seguinte, ela [Jennifer Lopez] estava em todos os lugares e as pessoas estavam falando dela naquele vestido. Foi um daqueles momentos como o que Gianni [Versace] teve com Elizabeth Hurley e os alfinetes de roupa." O vestido foi muitas vezes referido como "notório" e "infame" devido a sua ousadia.

## Legado

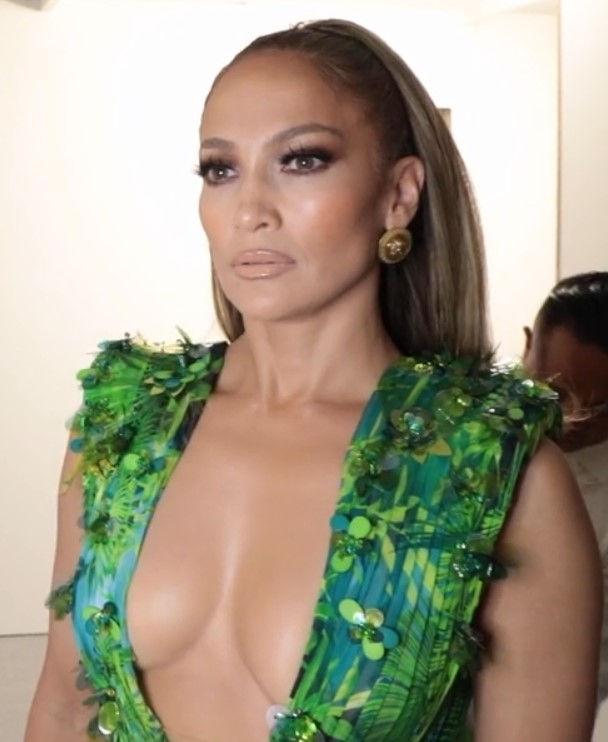
Jennifer Lopez no Versace Women's Spring-Summer 2020 Collection

Na 72.ª cerimônia do Oscar, em março de 2000, o co-criador de South Park, Trey Parker, usou uma imitação do vestido. O Fashion Museum de Bath pediu a Lisa Armstrong, do Times, para escolher um traje para representar o ano de 2000 na sua coleção "Dress of the Year". Embora Armstrong tenha inicialmente considerado escolher o vestido de mesa de Hussein Chalayan, ela acabou optando pelo vestido Versace, argumentando que, devido à atenção da mídia que ele recebeu ao ser usado por Lopez, Geri Halliwell e outros, o vestido representava "uma espécie de auge na atual simbiose entre moda e celebridade". Versace posteriormente doou uma réplica do vestido para o museu. Outra réplica está exibida no Grammy Museum em Los Angeles. Em 2015, o vestido original continuava sob posse de Lopez.

Lopez usou o vestido durante o seu monólogo ao apresentar o Saturday Night Live em fevereiro de 2001. Ela usou um vestido semelhante ao original durante o seu monólogo quando retornou para apresentar o programa em dezembro de 2019. Lopez desfilou uma versão repaginada do vestido no desfile da Versace para a primavera de 2020 durante a Milan Fashion Week em setembro de 2019. Em 15 de outubro de 2002, no Radio City Music Hall, em Nova Iorque, Lopez recebeu o VH1 Vogue Fashion Award como a estrela mais influente do ano. O prêmio foi apresentado por Versace.Numa pesquisa da Debenhams, publicada no Daily Telegraph em 2008, o vestido foi votado como o quinto vestido mais icônico de tapete vermelho de todos os tempos.

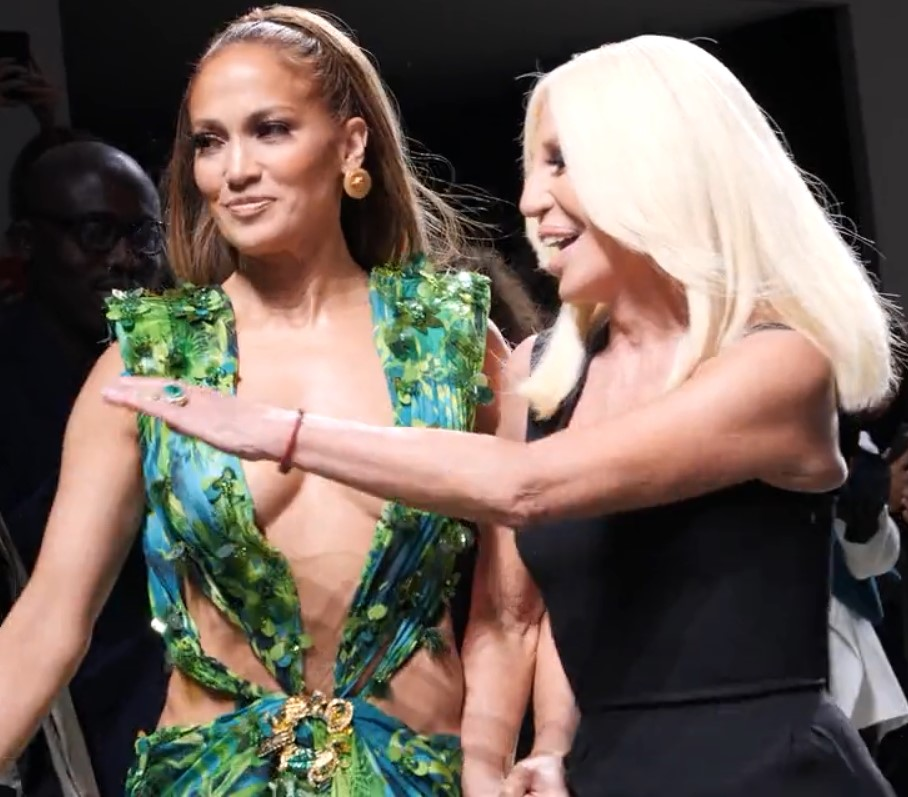
Jennifer Lopez e Donatella Versace durante o desfile em 2019

Em janeiro de 2015, o presidente do Google, Eric Schmidt, citou a enorme atenção dada a esse vestido como uma motivação para a criação da pesquisa no Google Imagens. Em 2000, os resultados de pesquisa do Google eram limitados a páginas simples de texto com links, mas os desenvolvedores trabalharam no aprimoramento disso, percebendo que uma pesquisa por imagens era necessária para responder à "consulta de pesquisa mais popular" que haviam visto até aquele momento: o vestido verde de Jennifer Lopez. Como resultado disto, nasceu o Google Imagens.
Em 2017, o canal irmão do WatchMojo no YouTube, MsMojo, classificou o vestido no topo da lista de "Top 10 Outfits Mais Memoráveis do Red Carpet do Grammy", escrevendo: "Alguns vestidos exalam apelo sexual, mas o ousado traje de J.Lo gritou isso dos telhados e ainda grita, mesmo após todos esses anos." Lopez usou uma versão atualizada do seu vestido Versace no desfile de moda em Milão em 2020. Lopez afirmou que vestir novamente o seu icônico vestido Versace "foi algo muito empoderador".
O vestido foi usado por Kerri Colby na passarela durante um episódio da temporada 14 de RuPaul's Drag Race, em janeiro de 2022. Em maio do mesmo ano, uma réplica do vestido apareceu no episódio de estreia da 14.ª temporada de The Real Housewives of Atlanta, como parte da vitrine de arquivo de moda da integrante do elenco Marlo Hampton.